# Миколаївська церква (Старе Село)
Миколаївська церква  — колишня православна церква села Старе Село, що існувала з 1750-х до 1930-х років.

## Історія

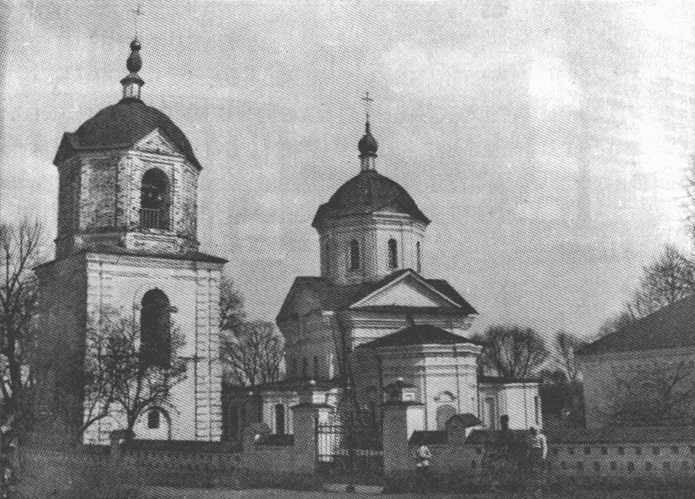
Миколаївська церква та дзвіниця в селі Старе Село (1914 р.)

У селі Старому неподалік від Сум був маєток поміщиків Кондратьєвих — прямих нащадків Герасима Кондратьєва, засновника Сум, першого полковника Сумського слобідського козацького полку, засновника своєрідної династії сумських полковників. Садибну муровану церкву Св. Миколи збудовано в 1741–1754 роках коштом Миколи Кондратьєва. Вона була тридільна, однобанна, з квадратовою в плані навою та пониженими гранчастими бабинцем і вівтарем. Четверик нави вивершувався трикутними фронтонами на кожному фасаді. Світловий восьмерик також мав невеликі фронтончики на лобових гранях і ніс гранчасту сферичну баню. Архітектурне вирішення храму — в бароковій стилістиці: застосовано спарені пілястри, розкріповані карнизи великого виносу, фігурні сандрики над вікнами.
У XIX столітті з півночі й півдня до церкви прибудовано понижені об'єми бічних притворів. На початку XIX століття поряд з церквою збудовано мурований двоярусний четверик дзвіниці, надбудований дещо пізніше восьмериком з банею.
Церква зруйнована у 1930-х роках. Від церковного комплексу збереглися тільки рештки першого ярусу дзвіниці та кам'яниця «Теремок». Ведуться роботи з відновлення комплексу будівель церкви.